# 성기빈
성기빈(1993년 7월 15일~)은 한국프로농구 서울 삼성 썬더스 소속 농구선수이다. 2016년 KBL 드래프트에서 전체 16순위로 서울 삼성 썬더스에 지명되었다.

## 학력
- 휘문고등학교
- 연세대학교

## 경력
- 2016년 ~ 현재 : 서울 삼성 썬더스 (2016년 드래프트 2라운드 6순위)